# 외스테르순드시

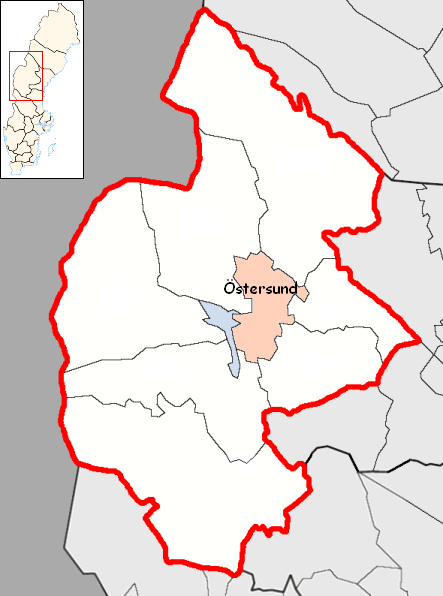
외스테르순드 시의 위치

외스테르순드시(스웨덴어: Östersunds kommun)는 스웨덴 옘틀란드주에 위치한 지방 자치체로 행정 중심지는 외스테르순드(옘틀란드 주의 주도)이며 면적은 2,501.08km2, 인구는 61,745명(2016년 12월 31일 기준), 인구 밀도는 25명/km2이다.

시 문장

## 같이 보기
- 스웨덴군
- 스웨덴 공군
- 세계 바이애슬론 선수권 대회